# Mała encyklopedia techniki
Mała encyklopedia techniki – jednotomowa, polska encyklopedia poświęcona technice oraz przemysłowi, która została wydana w latach 1960-1962 w Warszawie przez Państwowe Wydawnictwo Naukowe  .

## Opis
Encyklopedia ma charakter pracy zbiorowej. Redaktorem naczelnym był Adam Troskolański. Pierwsze wydanie opublikowane zostało w Warszawie w 1960 , drugie w 1962 .
Encyklopedia ukazała się w serii Biblioteka problemów. Zgodnie z tytułem ma mały format 21x28cm. Wydano ją w jednym tomie liczącym 1672 stron. Jest ilustrowana, zawiera czarno białe zdjęcia, rysunki oraz schematy .

## Treść
Encyklopedia ma układ tematyczny. Podzielono ją na następujące rozdziały : 
- A. Symbolika, słownictwo i rysunek stosowane w technice;
- B. Mechanika
- C. Metaloznawstwo
- D. Górnictwo
- E. Energetyka
- F. Metalurgia
- G. Przemysł chemiczny
- H. Przemysł mineralny
- I. Drewno
- J. Obróbka metali
- K. Maszynoznawstwo
- L. Przemysł precyzyjny i optyczny
- M. Elektrotechnika i komunikacja
- N. Budownictwo
- O. Komunikacja
- P. Poligrafia i papiernictwo
- Q. Włókiennictwo
- R. Skóra i jej namiastki
- S. Przemysł spożywczy
- T. Sprzęt sportowy
- U. Uzbrojenie
- V. Podstawy organizacji przemysłu
- W. Historia techniki
- Z. Varia